# Kata Kondricz
Kata Kondricz (Budapest, 16 de julio de 1998) es una deportista húngara que compite en esgrima, especialista en la modalidad de florete.
Ganó una medalla de bronce en el Campeonato Europeo de Esgrima de 2024, en la prueba por equipos. Participó en los Juegos Olímpicos de Tokio 2020, ocupando el séptimo lugar en la misma prueba.

## Palmarés internacional
| Campeonato Europeo | Campeonato Europeo | Campeonato Europeo | Campeonato Europeo  |
| Año                | Lugar              | Medalla            | Prueba              |
| ------------------ | ------------------ | ------------------ | ------------------- |
| 2024               | Basilea (Suiza)    | Medalla de bronce  | Florete por equipos |